# کروپان
کروپان (به لاتین: Krupen) یک منطقهٔ مسکونی در بلغارستان است که در شهرستان کاوارنا واقع شده‌است.